# مطبخ تكسيكي

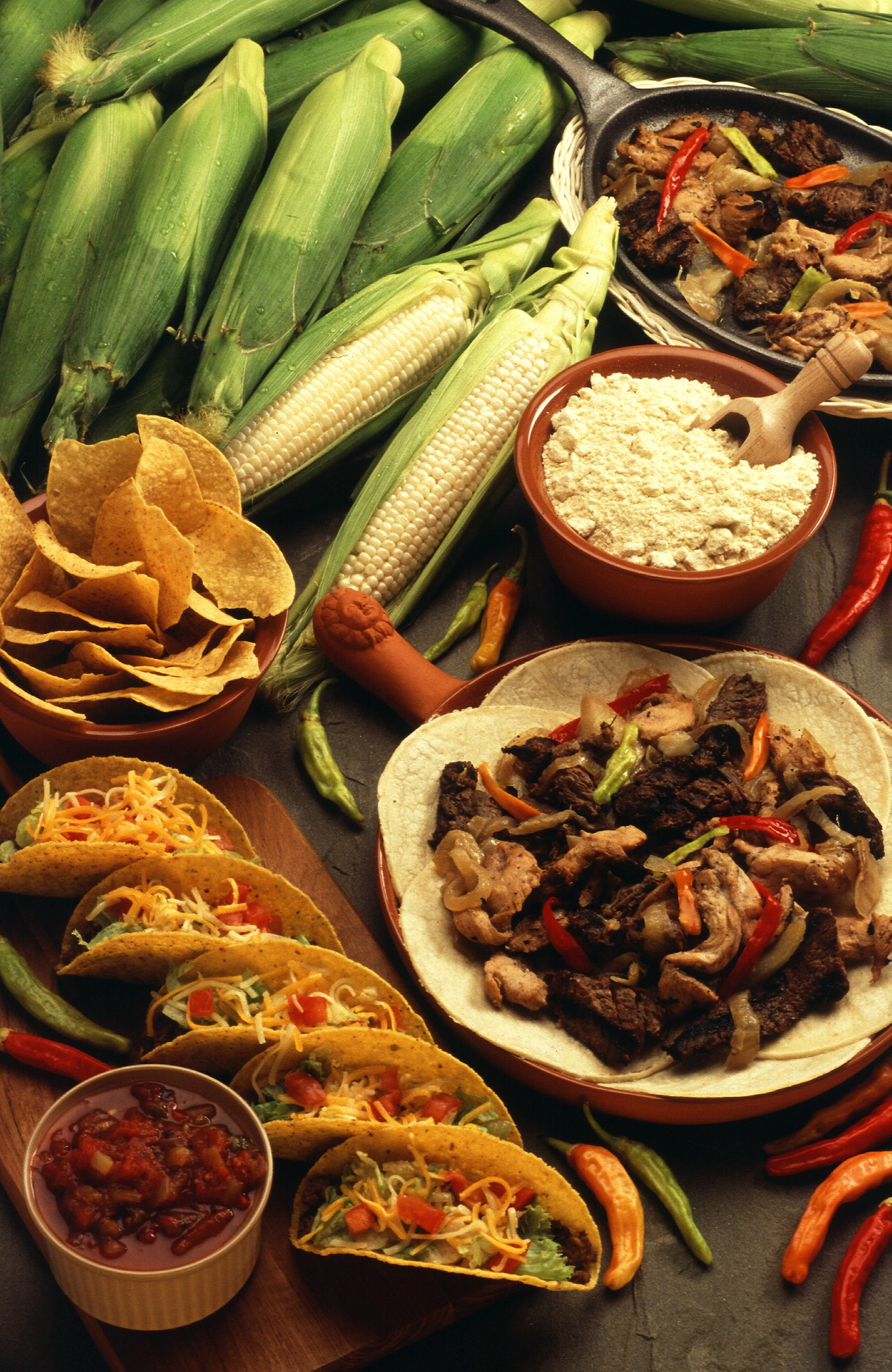
أمثلة على أطباق ومكونات تكس مكس الحديثة: الذرة ورقائق الترتية والجبن والتاكو والصلصة والفلفل الحار وأطباق اللحم البقري

مطبخ تِكسيِكِيّ (لفظ منحوت من تكساس ومكسيك) أو مطبخ تكس مكس هو مطبخ أمريكي أوجده الأمريكان ذوي الأصول المكسيكية في ولاية تكساس. وقد انتشر هذا المطبخ ابتداء من الولايات الحدودية مثل تكساس وغيرها في جنوب غرب الولايات المتحدة إلى بقية البلاد. يعد مطبخ تكس-مكس المطبخ الأكثر شعبية في تكساس والمناطق المجاورة لها.
اعتبارًا من أبريل 2023، تجاوز مطبخ تكسيكي (إلى جانب المطبخ اللاتيني) الطعام الإيطالي وصار المطبخ الأكثر شعبية في أمريكا.

## أطباق مشتركة

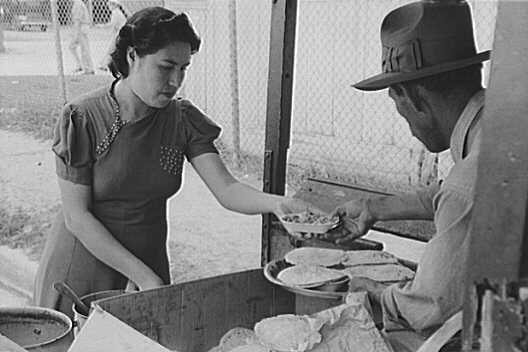
بائع الفاصوليا المخبوزة والترتية في سان أنطونيو ، عام 1939

بعض المكونات في مطبخ تكسيكي شائعة أيضًا في المطبخ المكسيكي، ولكن غالبًا ما تُضاف مكونات أخرى لا تستخدم غالبًا في المكسيك.
يمتاز مطبخ تكسيكي باستخدامه المكثف للجبن المبشور والفاصوليا واللحوم (خاصة الدجاج ولحم البقر ولحم الخنزير) والفلفل الحار والتوابل، بالإضافة إلى طحين الترتية
في بعض الأحيان يُعد أطباق تكسيكي المختلفة دون استخدام خبز الترتية. ومن الأمثلة الشائعة على ذلك "طبق الفاهيتا"، وهو عبارة عن فاهيتا تقدم بدون خبز الترتية الناعم.
بشكل عام، يلعب الجبن دورًا أكبر بكثير في طعام تكسيكي مما هو عليه في المطبخ المكسيكي، لا سيما في الطبق الشهير تغميسة كوسيو، والذي غالبًا ما تؤكل مع رقائق الترتية (جنبًا إلى جنب أو بديلا عن الجواكامولي والصلصا )، أو يمكن تقديمها مع الإنتشلادا أو التاماليس أو البوريتوس .
علاوة على ذلك، استورد مطبخ تكسيكي نكهات من المأكولات الحارة الأخرى، مثل استخدامه للكمون، الذي احضره المهاجرون الإسبان إلى تكساس من جزر الكناري،  ولكنه يستخدم فقط في عدد قليل من الوصفات المكسيكية المركزية.

## تاريخ

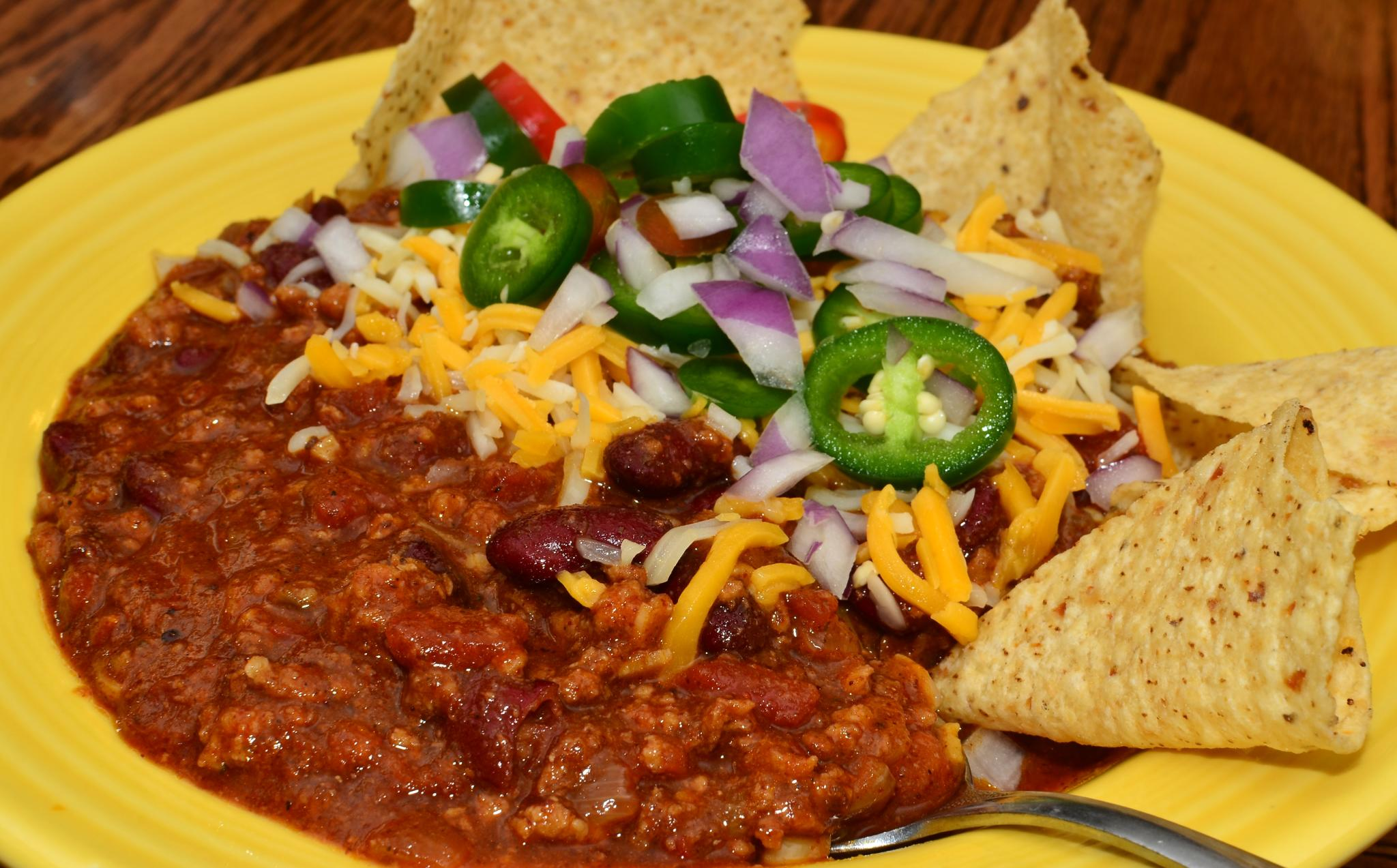
فلفل حار مع مقبلات ورقائق الترتية

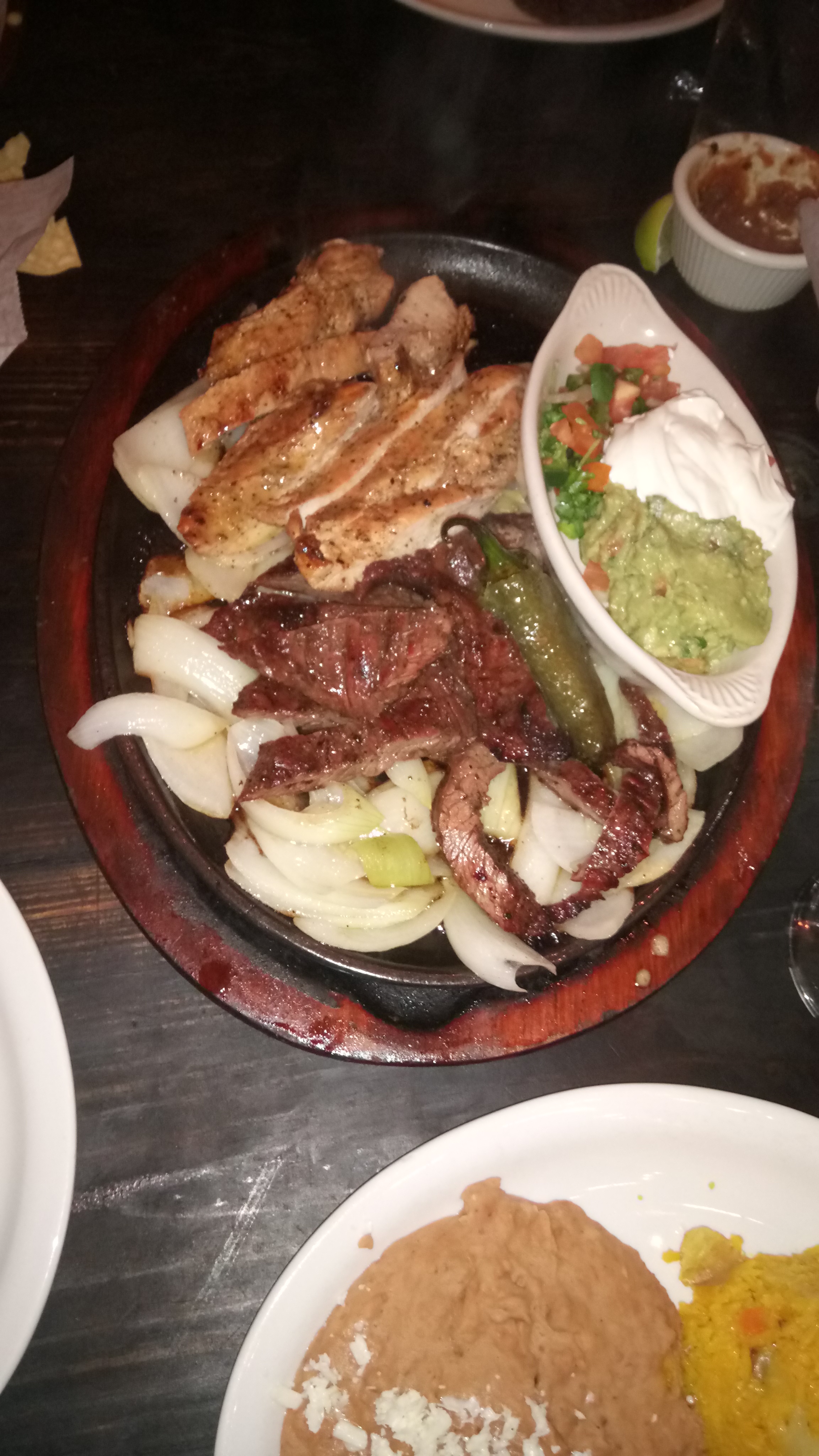
وجبة في مطعم تكس-مكس

نشأ مطبخ تكسيكي على يد سكان تكساس ذوي الأصول مكسيكية مزيجًا من الأطعمة المكسيكية والإسبانية الأصلية عندما كانت تكساس جزءًا من إسبانيا الجديدة والمكسيك لاحقًا.

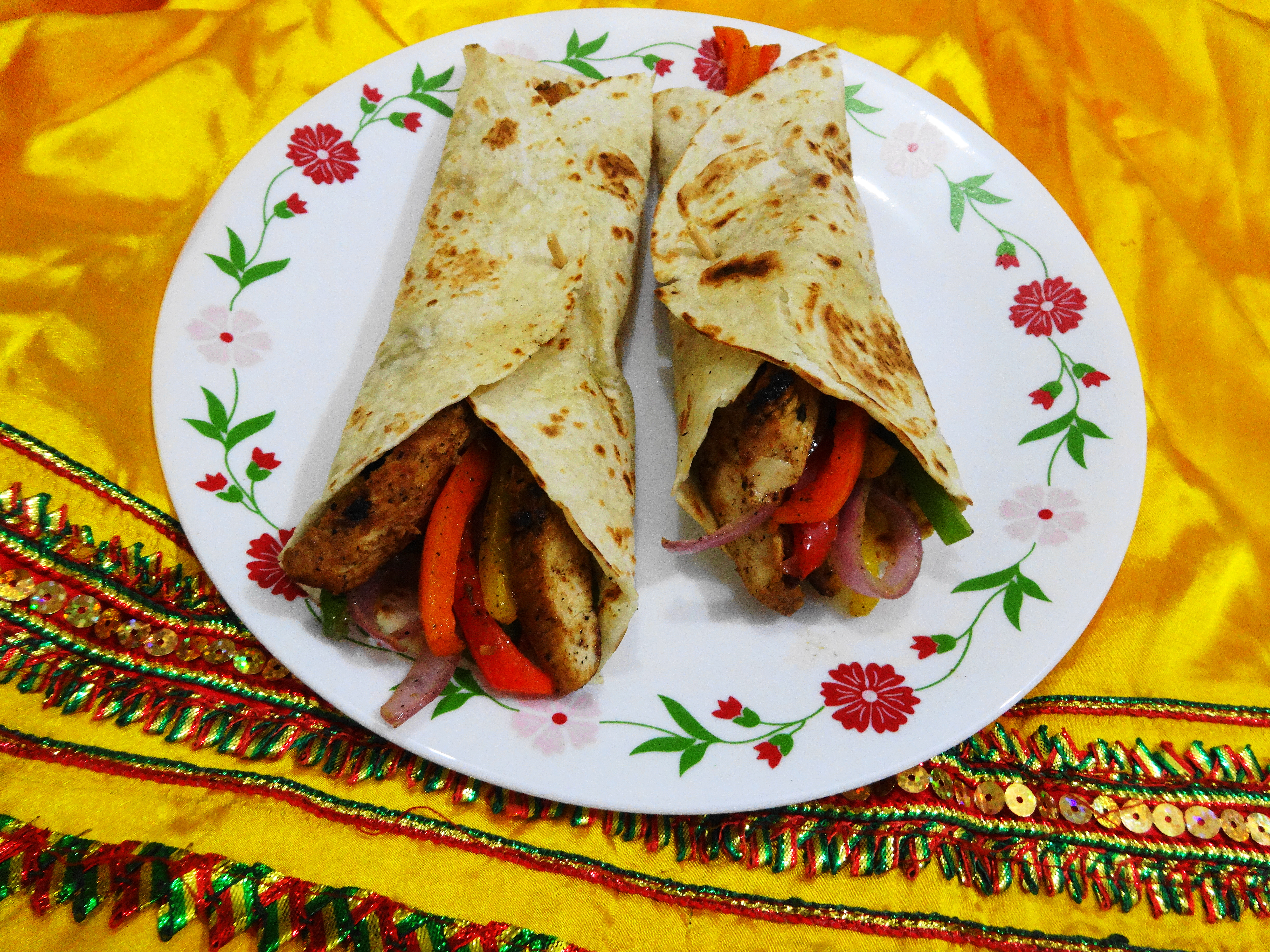
الفاهيتا وترتية القمح مثل لفائف التاكو

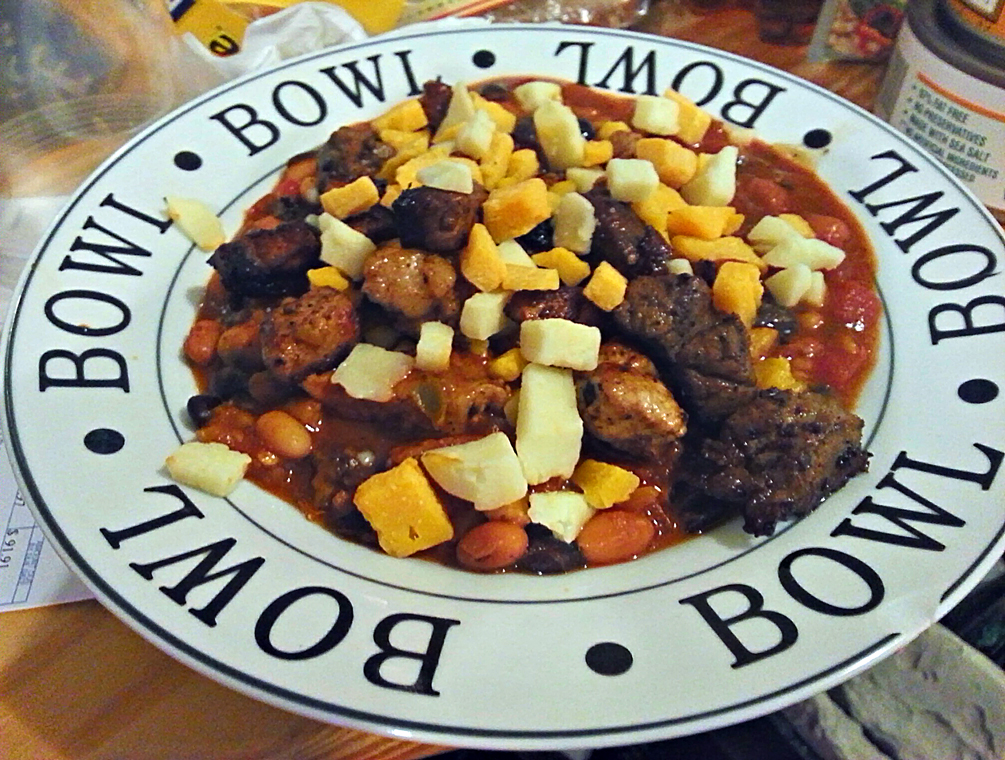
وعاء يحتوي على تشيلي كون كارن يقدم بأسلوب تكس مكس ، مع لحم الخنزير ولحم البقر والشيدر وجاك مونتيري في الأعلى.

من منطقة جنوب تكساس الواقعة بين سان أنطونيو ووادي ريو غراندي وإل باسو، كان هذا المطبخ محدود الأطباق، ومنذ العصور الأولى كان دائمًا متأثرًا بالطهي في الولايات الشمالية المجاورة للمكسيك.
على امتداد ثقافة تربية المواشي في جنوب تكساس وشمال المكسيك، حيث كانت لحوم البقر والأطعمة المشوية والترتية أطعمة شائعة وشائعة لأكثر من قرن. الكابريتو ( الجدي)، بارباكوا دي كابيزا (رؤوس اللحم البقري المشوي)، كارني سيكا ( لحم البقر المجفف )، ومنتجات أخرى لتربية الماشية أمر شائع أيضًا على جانبي ريو غراندي.
في القرن العشرين، عندما أصبحت البضائع من الولايات المتحدة رخيصة ومتاحة بسهولة، اخذ مطبخ تكسيكي عناصر مأمركة مثل الجبن الشيدر والجاك والفلفل الحلو .
في كثير من ولاية تكساس، كانت أساليب الطهي على جانبي الحدود بين الولايات المتحدة والمكسيك هي نفسها حتى فترة ما بعد الحرب الأهلية الأمريكية. ومع السكك الحديدية، صارت المكونات الأمريكية وأجهزة الطهي شائعة في الجانب الأمريكي.

### خارج الولايات المتحدة

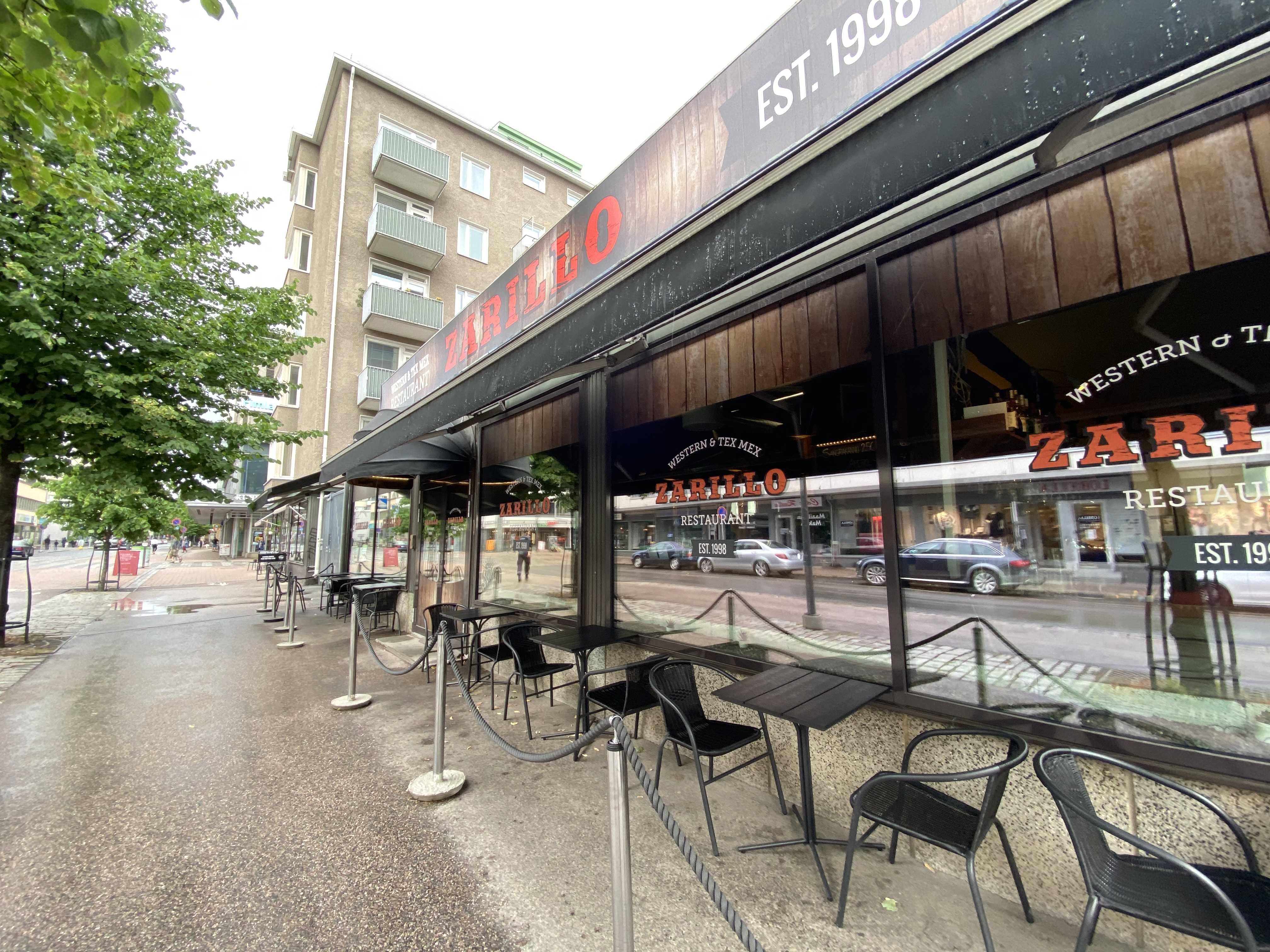
مطعم Zarillo Western & Tex Mex في تامبيري ، فنلندا

في فرنسا، افتُتِح أول مطعم تكسيكي في باريس في مارس 1983. وفقًا لصاحب المطعم كلود بينايون، كان المطعم غير مربح، ولكن بعد إصدار فيلم Betty Blue عام 1986 ، والذي ظهر فيه شخصيات تشرب مركز التكيلا وتتناول الفلفل الحار، "أصبح كل شيء مجنونًا".
وبحسب صاحب المطعم، "كان فيلم بيتي بلو مثل فيلم إيزي رايدر؛ كان مشهور بشكل لا يصدق في فرنسا. وبعد عرض الفيلم، أراد الجميع في باريس الحصول على مركز التكيلا ووعاء من الفلفل الحار. " 
انتشار تكسيكي على نطاق واسع في دول الشمال والمملكة المتحدة في أوائل التسعينيات من خلال علامات تجارية مثل Old El Paso و Santa Maria ، وسرعان ما أصبحت وجبات أساسية في دول الشمال.
ادخلت اختلافات محلية بسيطة على مطبخ تكسيكي في هذه المناطق مثل استخدام جبن جودة، أو استبدال قشور التاكو بخبز البيتا المحشو.
في السابق، انتشر مطبخ تكسيكي على نطاق محدود في ستافنجر، النرويج منذ أواخر الستينيات.
انتشر مطبخ تكس مكس أيضًا إلى كندا، ويوجد بسهولة في الأرجنتين والهند واليابان والمكسيك وهولندا وتايلاند والعديد من البلدان الأخرى.

## المصطلح

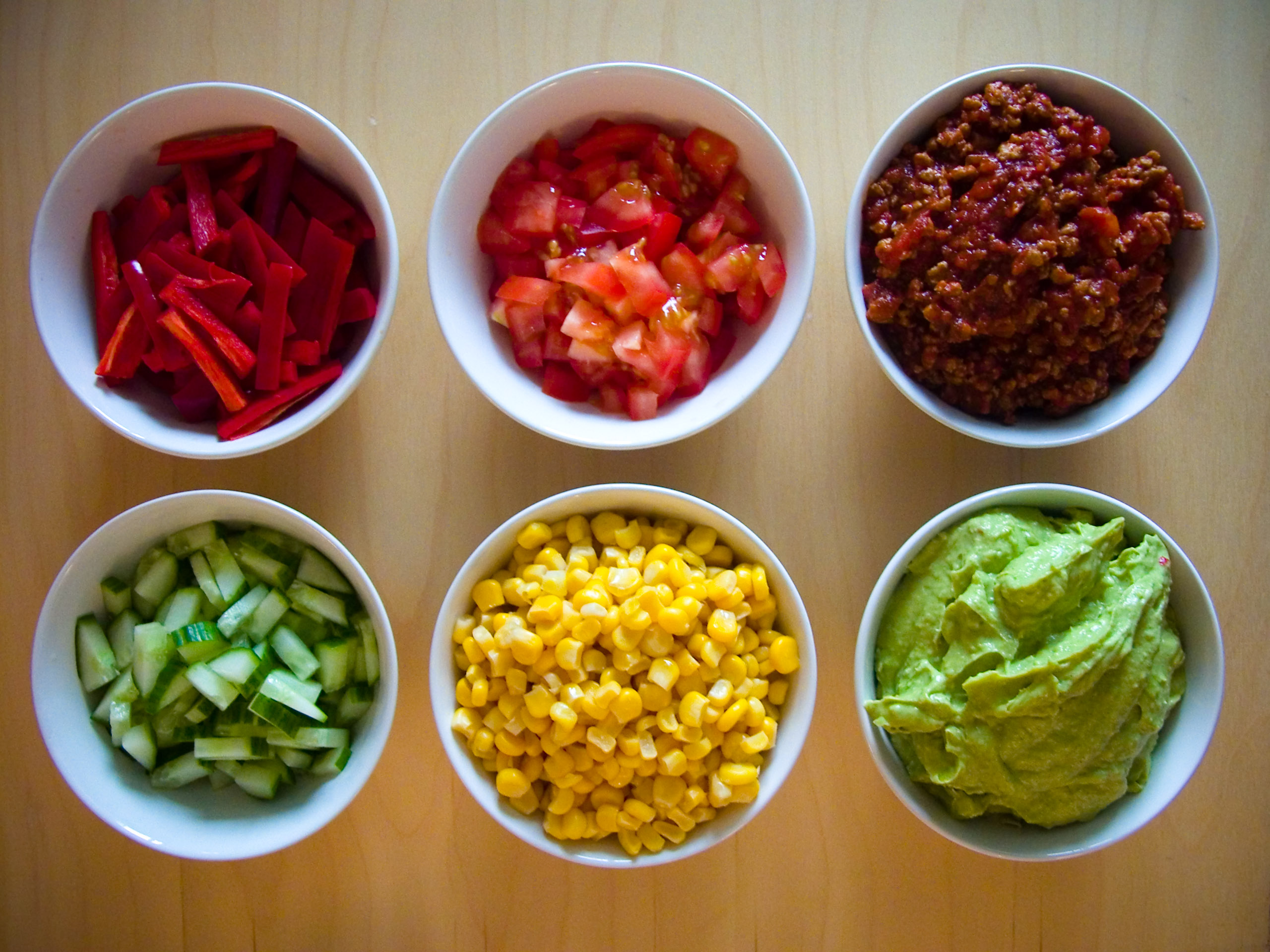
المكونات التي يشيع استخدامها في مطبخ تكس مكس

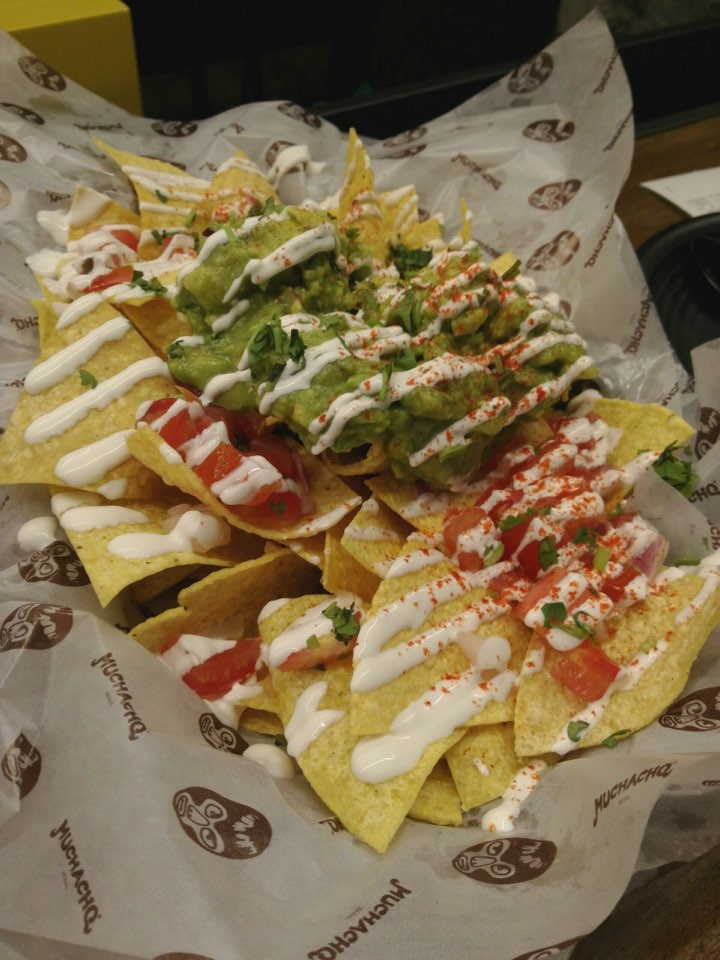
ناتشوز مع جواكامولي

تم استخدام كلمة تكس مكس (بالإنجليزية: TexMex) لأول مرة لاختصار كلمة (Texas Mexican Railway) سكة حديد تكساس المكسيكية، الموجودة في جنوب تكساس في عام 1875. في العشرينيات من القرن الماضي، استُخدم المصطلح في الصحف الأمريكية لوصف سكان تكساس من أصل مكسيكي.

## طهاة مؤثرون
- كان فيليكس تيجرينا صاحب مطعم ناجحًا وقائدًا مدنيًا ساعد في ريادة مطبخ تكس مكس من خلال أطباقه.

وُلد تيجرينا عام 1905، وبدأ كعامل في المطعم المكسيكي الأصلي بعد انتقاله إلى هيوستن في عام 1922. ارتقى في سلم الرتب وافتتح مطعمه الخاص، المكسيكي إن، في عام 1929.
بعد الخدمة في الحرب العالمية الثانية، افتتح تيجرينا سلسلة مطاعم تسمى مطعم Felix Mexican.
مع أطباق معتدلة التوابل وبأسعار معقولة، تلبي مطاعم تيجرينا ذائقة الإنجلز. يجسد سباغيتي كون تشيلي نموذجا لدمج تيجرينا الطابع الأمريكي بالطعام المكسيكي التقليدي لجذب سكان تكساس المحليين.
استخدم تيجرينا نفوذه وأرباحه الاقتصادية من أعمال المطاعم ليصبح ناشطًا في السياسة. في عام 1935، انضم تيجرينا إلى المجلس المحلي لـ LULAC ( رابطة مواطني أمريكا اللاتينية المتحدة)، وأصبح في النهاية الرئيس الوطني للمنظمة، وشغل هذا المنصب من 1956 إلى 1960.
توفي تيجرينا في عام 1965 ، لكن سلسلة مطاعمه المكسيكية فيليكس استمرت في الترويج لمطبخ تكس مكس حتى توقفت تماما في عام 2008.
- نشأ جوزيف سينتينو في سان أنطونيو، وأصبح على دراية بمطبخ تكس مكس من خلال طهي أسرته ذات الأصول المكسيكية.[14]

في عام 2011 ، افتتح سينتينو أول مطعم له، Bäco Mercat والذي حقق نجاحًا فوريًا بسبب قائمة الطعام متعددة الثقافات.
افتتح سينتينو لاحقًا Bar Amá،  ثم Orsa & Winston  الذي حصل على نجمة ميشلان في يونيو 2019.
تم افتتاح أحدث مطاعم تكس مكس في Centeno ، Amácita ،  في يوليو 2019.

## مطابخ ذات صلة
- المطبخ المكسيكي
- المطبخ المكسيكي الجديد
- مطبخ جنوبي غربي أمريكا
- المطبخ الأمريكي
- مطبخ تكساس

## روابط خارجية
- " أطعمة تكس مكس ". كتيب تكساس .
- تاريخ روب والش المكون من ستة أجزاء لتكس مكس في مطبعة هيوستن: حلوى البرالين وعربات الدفع نسخة محفوظة 1 July 2013 على موقع واي باك مشين. . ، اللوحات المركبة ، حصلت ماما على حقيبة جديدة تمامًا ، أسطورة الأصالة ، The French Connection ، Brave Nuevo World .
- معابد Tex-Mex: دليل العشاء لأقدم المطاعم المكسيكية في الولاية
- ديف ليبرمان. " خمس طرق لتخبرنا أنك تأكل طعام مكسيكي أمريكي ." OC ويكلي . الاثنين 14 يونيو 2010.